# The Stranger (1987)
The Stranger (bra: Fragmentos de um Crime) é um filme argentino-estadunidense lançado em 1987, dos gêneros drama e suspense, dirigido pelo argentino Adolfo Aristarain.

## Sinopse
Psiquiatra (Riegert) tenta ajudar mulher (Bedelia) que perdeu a memória num acidente de carro e não sabe se de fato testemunhou um brutal assassinato ou se apenas está alucinando. A seguir, surgem dúvidas a respeito do psiquiatra, se ele estaria lá para ajudá-la realmente.
Apesar de a polícia não encontrar quaisquer vestígios de algum crime, bandidos começam a persegui-la.

## Elenco
- Bonnie Bedelia como Alice Kildee
- Peter Riegert como Dr. Harris Kite
- Barry Primus como Sargento Drake
- David Spielberg como Hobby
- Marcos Woinsky como Macaw (como Marcos Woinski)
- Cecilia Roth como Anita
- Jacques Arndt como Rhea
- Ricardo Darín como Clark Whistler
- Julio De Grazia como Jay
- Milton James como Brandt
- Julio Kaufman como Dr. Hobby
- Ernesto Larrese como Lark
- Sacha Favelevic como Robin
- Federico Luppi como Manager
- Miguel Ángel Paludi como Croupier
- Patricia Zangaro como Policial Mulher
- Adrián Ghio como Intruso branco
- Melvin Daniel como Homem negro
- Arturo Maly como Pai
- Lala Sunblad como Mãe
- Nicolas Deane como Filho adolescente
- Marina Magali como Atriz
- Tito Mendoza como Vagabundo
- Haydée Padilla como recepcionista
- Heidi Froseth como Mulher gorda
- Sofía Viruboff como Menina da recepção (como Sofia Virobof)
- Adolfo Aristarain como Assistente do cinema (sem créditos)